# Edmund Crispin
Edmund Crispin är en pseudonym för Bruce Montgomery, född 2 oktober 1921, död 15 september 1978, brittisk deckarförfattare och filmkompositör.
Under sitt riktiga namn komponerade Bruce Montgomery filmmusik.
Under pseudonymen Edmund Crispin skapade han amatördetektiven Gervase Fen som är professor i engelska och litteratur vid Oxford University och som enligt rykten skall ha baserats på Oxfordprofessorn W. E. Moore. I böckerna samarbetar Fen med kommissarie Humbleby.
Crispin inspirerades att skriva egna deckare efter att ha läst John Dickson Carrs bok Det krökta gångjärnet. Humor är en viktig ingrediens i Crispins böcker.
Crispin redigerade också ett stort antal Science Fiction-antologier och recenserade deckare i Sunday Times.
Efter ett långt uppehåll som deckarförfattare, bland annat orsakat av alkoholism, gjorde Crispin kritikerrosad comeback 1977. I intervjuer meddelade han att han hade fler nya böcker på gång, vilka dock aldrig hann skrivas färdiga eftersom han dog året därefter. En sista postumt utgiven novellsamling kom dock 1979.

## Filmmusik
- Kidnappers - skogarnas folk (1953; The Kidnappers)
- Doktorn är här (1954; Doctor in the House)
- Svarta masken (1954; Le Avventure di Cartouche)
- Doktorn går till sjöss (1955; Doctor at Sea)
- Raising a Riot (1955)
- Escapade (1955)
- Mördaren skyr inga medel (1956; Guilty?)
- Hotat vittne (1956; Eyewitness)
- Gänget och hästen (1956; Circus Friends)
- Fartens våghalsar (1956; Checkpoint)
- Doktorn är lös (1957; Doctor at Large)
- Hertig i jeans (1978; The Duke Wore Jeans)
- Sanningen om kvinnor (1958; The Truth About Women)
- Nu tar vi sergeanten (1958; Carry On Sergeant)
- Heart of a Child (1958)
- Home Is the Hero (1959)
- Carry On Nurse (1959)
- Carry On Teacher (1959)
- Please Turn Over (1959)
- Carry On, Constable (1960)
- Doktorn är kär (1960; Doctor in Love)
- Watch Your Stern (1960)
- För ung att älska (1960; Too Young to Love)
- No Kidding (1960)
- Carry On Regardless (1961)
- Raising the Wind (1961)
- Carry On Cruising (1962)
- Twice Round the Daffodils (1962)
- Fu Manchus djävulska hämnd (1966; The Brides of Fu Manchu)